# 딩시시
딩시(정서, 중국어: 定西, 병음: Dìngxī)는 중화인민공화국 간쑤성의 지급시이다.

## 지리
딩시는 간쑤 성의 중부에 위치하며 란저우에서 동쪽으로 98km 떨어져있어 '동쪽의 관문'이라는 별칭이 붙여졌다. 황하의 지류인 웨이허가 시를 통과하고 딩시의 물 대부분을 공급한다. 딩시는 반건조하며 비가 적게 온다. 비록 이곳의 햇빛은 강렬하지만 기온은 대체적으로 시원하다. 주변의 지형은 대개 북쪽은 황토 언덕과 협곡이고 남쪽은 고지이다.

## 기후
| 딩시시 안딩구의 기후                                          | 딩시시 안딩구의 기후 | 딩시시 안딩구의 기후 | 딩시시 안딩구의 기후 | 딩시시 안딩구의 기후 | 딩시시 안딩구의 기후 | 딩시시 안딩구의 기후 | 딩시시 안딩구의 기후 | 딩시시 안딩구의 기후 | 딩시시 안딩구의 기후 | 딩시시 안딩구의 기후 | 딩시시 안딩구의 기후 | 딩시시 안딩구의 기후 | 딩시시 안딩구의 기후 |
| 월                                                            | 1월                  | 2월                  | 3월                  | 4월                  | 5월                  | 6월                  | 7월                  | 8월                  | 9월                  | 10월                 | 11월                 | 12월                 | 연간                 |
| ------------------------------------------------------------- | -------------------- | -------------------- | -------------------- | -------------------- | -------------------- | -------------------- | -------------------- | -------------------- | -------------------- | -------------------- | -------------------- | -------------------- | -------------------- |
| 역대 최고 기온 °C (°F)                                        | 14.6 (58.3)          | 20.3 (68.5)          | 26.7 (80.1)          | 29.6 (85.3)          | 31.2 (88.2)          | 32.0 (89.6)          | 35.1 (95.2)          | 34.2 (93.6)          | 31.0 (87.8)          | 24.9 (76.8)          | 20.9 (69.6)          | 15.4 (59.7)          | 35.1 (95.2)          |
| 일평균 최고 기온 °C (°F)                                      | 1.4 (34.5)           | 4.8 (40.6)           | 10.3 (50.5)          | 16.8 (62.2)          | 21.0 (69.8)          | 24.4 (75.9)          | 26.4 (79.5)          | 25.1 (77.2)          | 20.1 (68.2)          | 14.3 (57.7)          | 8.8 (47.8)           | 3.4 (38.1)           | 14.7 (58.5)          |
| 일일 평균 기온 °C (°F)                                        | −6.5 (20.3)          | −2.2 (28.0)          | 3.3 (37.9)           | 9.5 (49.1)           | 14.0 (57.2)          | 17.8 (64.0)          | 19.8 (67.6)          | 18.8 (65.8)          | 14.1 (57.4)          | 8.1 (46.6)           | 1.4 (34.5)           | −4.6 (23.7)          | 7.8 (46.0)           |
| 일평균 최저 기온 °C (°F)                                      | −12.3 (9.9)          | −7.6 (18.3)          | −2.0 (28.4)          | 3.4 (38.1)           | 7.8 (46.0)           | 11.9 (53.4)          | 14.4 (57.9)          | 13.7 (56.7)          | 9.5 (49.1)           | 3.5 (38.3)           | −3.7 (25.3)          | −10.1 (13.8)         | 2.4 (36.3)           |
| 역대 최저 기온 °C (°F)                                        | −25.5 (−13.9)        | −22.1 (−7.8)         | −14.8 (5.4)          | −8.0 (17.6)          | −2.8 (27.0)          | 2.6 (36.7)           | 4.3 (39.7)           | 5.0 (41.0)           | −1.3 (29.7)          | −10.4 (13.3)         | −18.1 (−0.6)         | −29.7 (−21.5)        | −29.7 (−21.5)        |
| 평균 강수량 mm (인치)                                         | 3.4 (0.13)           | 4.6 (0.18)           | 10.5 (0.41)          | 23.5 (0.93)          | 46.9 (1.85)          | 53.3 (2.10)          | 69.7 (2.74)          | 79.9 (3.15)          | 47.6 (1.87)          | 29.6 (1.17)          | 4.7 (0.19)           | 1.4 (0.06)           | 375.1 (14.78)        |
| 평균 강설일수                                                 | 8.2                  | 8.3                  | 7.4                  | 2.5                  | 0.3                  | 0                    | 0                    | 0                    | 0                    | 2                    | 4.9                  | 4.8                  | 38.4                 |
| 평균 상대 습도 (%)                                            | 59                   | 58                   | 54                   | 51                   | 54                   | 60                   | 65                   | 68                   | 72                   | 71                   | 64                   | 58                   | 61                   |
| 평균 월간 일조시간                                            | 197.9                | 184.6                | 209.1                | 229                  | 243                  | 235.2                | 236.7                | 218.8                | 165.2                | 171.6                | 189                  | 207.7                | 2,487.8              |
| 가능 일조율                                                   | 63                   | 59                   | 56                   | 58                   | 56                   | 54                   | 54                   | 53                   | 45                   | 50                   | 62                   | 69                   | 57                   |
| 출처: 중국기상국 (평년값: 1991년~2017년, 극값: 1981년~2010년) |                      |                      |                      |                      |                      |                      |                      |                      |                      |                      |                      |                      |                      |

## 역사
딩시는 황하의 가장 큰 지류인 웨이허를 따라 있던 중국 초기 문화의 발전에 중요한 곳이었다. 다양한 문화로부터의 수많은 신석기 시대 유적들이 이 지역 전체에서 발견되었다.

## 경제
농업과 천연 자원을 기반으로 한 공업은 딩시 경제의 중요한 부분이다. 300가지가 넘는 한의학 약재가 이곳에서 발견되었다. 딩시의 안딩 구는 중국 제일의 참마 재배지이다. 산초나무, 호두, 야생 살구과 다른 과일들은 딩시의 유명한 건조된 수출품 중 하나이다.

## 행정구역

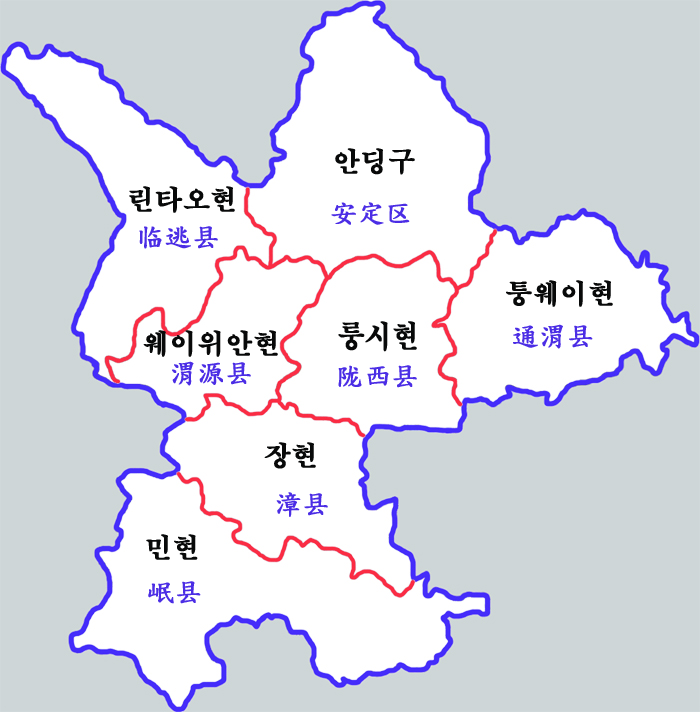
딩시 시 현급 행정구역도

1개의 시할구, 6개의 현을 관할한다.
시할구
- 안딩 구(安定区)

현
- 퉁웨이 현(通渭县)
- 룽시 현(陇西县)
- 린타오 현(临洮县)
- 웨이위안 현(渭源县)
- 장 현(漳县)
- 민 현(岷县)

## 교통
- 312번 국도

### 철도
- 딩시 역
- 딩시 북역 (중국철로고속 이용가능)

## 출신 인물
- 동탁: 민현 (딩시시) 출신